# Образцовый (Краснодарский край)
Образцовый — посёлок в Ленинградском районе Краснодарского края Российской Федерации.
Административный центр Образцового сельского поселения.

## География

### Улицы
| - пер. Гаражный, - пер. Кооперативный, - пер. Почтовый, - пер. Тихий, - ул. Болчанская, - ул. Гагарина, - ул. Каевича, - ул. Коммунистическая, - ул. Ленина, | - ул. Юбилейная, - ул. Октябрьская, - ул. Парковая, - ул. Садовая, - ул. Северная, - ул. Челбасская, - ул. Школьная. - ул. Новая. |

## Население
| 2002 | 2010  |
| ---- | ----- |
| 1751 | ↘1717 |

По данным переписи 2002 года, в национальной структуре населения посёлка преобладают русские (91 %).